# Лосев, Николай Фомич
Никола́й Фоми́ч Ло́сев (6 декабря 1927, ст. Шунтуки Краснодарского края — 1999) — советский и российский учёный, доктор физико-математических наук, профессор, Заслуженный деятель науки и техники РСФСР, член-корреспондент Российской инженерной академии, ректор Иркутского государственного университета (1967—1976).

## Биография
Родился 6 декабря 1927 года в ст. Шунтуки в семье сельских учителей. В 1951 году окончил физико-математический факультет Ростовского государственного университета (ныне в составе Южного федерального университета) и получил должность научного сотрудника в «Иргиредмете».
В 1960 году в Иркутском государственном университете защитил кандидатскую диссертацию на тему «Исследование способа внешнего стандарта при рентгеновском спектральном флуоресцентном анализе минерального сырья». В 1965 году был избран заведующим лабораторией, а вскоре — заместителем директора по научной работе института геохимии СО АН СССР.
С мая 1967 по июль 1976 года был ректором Иркутского государственного университета.
В марте 1968 года в Ростовском университете защитил диссертацию на тему «Теория возбуждения рентгеновской флуоресценции и приемы нахождения однозначных связей её интенсивности с элементарным составом излучателя» по направлению «Экспериментальная физика», став самым молодым доктором наук в Иркутском университете в те годы. В 1969 году ему было присвоено звание профессора.
Стал первым председателем регионального объединения вузов Иркутской области, Красноярского края и республики Бурятии.
В 1976 году переехал в Ростов-на-Дону, возглавил лабораторию ядерной физики Ростовского университета, был первым проректором, заместителем председателя Северо-Кавказского научного центра.
Руководил сибирской школой рентгеноспектрального анализа, по результатам разработок которой создан первый отечественный рентгеновский квантометр. Был членом бюро Иркутского горкома партии, членом облпрофсовета. Автор свыше 200 научных работ, Заслуженный деятель науки и техники РСФСР, награждён орденом Дружбы (1998).